# Methylpentynol
Methylpentynol (INN), auch Methylpentinol oder Meparfynol, ist ein Arzneistoff aus der Gruppe der Sedativa und Hypnotika. Chemisch handelt es sich um eine Verbindung der Alkine und Alkohole, der 1913 von Bayer patentiert wurde.
Das Carbamat des Methylpentynols wurde als Wirkstoff in Schlaf- und Beruhigungsmitteln verwendet. Durch die Entwicklung von Substanzen mit einem günstigeren Wirk- und Sicherheitsprofil hat Methylpentynol keine therapeutische Bedeutung mehr. In Deutschland, Österreich und der Schweiz sind keine Präparate mehr im Markt.

## Gewinnung und Darstellung
Die kommerzielle Synthese von Methylpentynol erfolgt durch Ethinylierung von Butanon (Methylethylketon, MEK) mit Acetylen in Gegenwart von Natriumamid in flüssigem Ammoniak bei tiefen Temperaturen:
Alternativ kann auch Kaliumamid eingesetzt werden, wobei die Amide auch in situ aus Ammoniak und den Alkalimetallhydroxiden (NaOH bzw. KOH) erzeugt werden können. Bei diesem Syntheseweg entsteht stets das Racemat, also das 1:1 Gemisch der beiden Enantiomere.

## Eigenschaften und Sicherheitshinweise
Methylpentynol ist eine farb- und geruchlose, leichtentzündliche Flüssigkeit, die sich leicht in Wasser löst. Die Gemische von Methylpentynoldampf mit Luft sind im Bereich zwischen 1,8 und 16 Vol.-% explosiv. Der Stoff ist wassergefährdend. Im Tierversuch mit Mäusen und Ratten zeigte Methylpentynol trotz relativ hoher LD50-Werte auch bei geringeren Dosen Symptome wie Schläfrigkeit, Muskelzucken und vermindertes Größenwachstum.

## Verwendung
Durch Reaktion mit 2-Butanon in flüssigem Ammoniak und in Gegenwart von Kaliumhydroxid kann 3,6-Dimethyl-4-octin-3,6-diol gewonnen werden. Früher wurde Methylpentynol auch zur Prämedikation von Kindern verwendet.